# 22 v. Chr.
Portal Geschichte | Portal Biografien | Aktuelle Ereignisse | Jahreskalender | Tagesartikel

◄ |
2. Jahrhundert v. Chr. |
1. Jahrhundert v. Chr. |
1. Jahrhundert |
►

◄ | 40er v. Chr. | 30er v. Chr. | 20er v. Chr. | 10er v. Chr. |
0er v. Chr. |
►

◄◄ | ◄ | 25 v. Chr. | 24 v. Chr. | 23 v. Chr. | 22 v. Chr. |
21 v. Chr. |
20 v. Chr. |
19 v. Chr. |
► |
►►
Staatsoberhäupter

## Ereignisse

### Politik und Weltgeschehen
- Herodes der Große beginnt mit dem Ausbau der Stadt Caesarea Maritima.

### Kultur
- Der Schauspieler Pylades trennt im Theater der römischen Antike den Vortrag von der Bewegung.
- Die Veranstaltung von Gladiatorenkämpfen wird zunehmend in den Kaiserkult integriert. Es ist Senatoren noch möglich, solche Spiele zu veranstalten, doch Augustus lässt in einem Dekret festhalten, dass in diesen Fällen nicht mehr als 120 Gladiatoren eingesetzt werden dürfen. Gleichzeitig begrenzte er die Zahl der Tage, an denen Gladiatorenspiele veranstaltet werden können, auf die Zeit vom 2. bis 8. Dezember, auf die Tage der Saturnalien zwischen dem 17. und 23. Dezember zur Wintersonnenwende sowie das Frühlingsfest Quinquatrus zwischen dem 19. und 23. März.

### Gesellschaft
- Nach einem Großbrand im Vorjahr bildet Marcus Egnatius Rufus eine private Feuerwehr aus 600 Sklaven.

## Geboren
- um 22 v. Chr.: Herodes Boethos, Sohn Herodes des Großen
- um 22 v. Chr.: Tiberius Iulius Abdes Pantera, römischer Soldat († um 40 n. Chr.)

## Gestorben
- um 22 v. Chr.: Artavasdes II., König von Atropatene (* um 59 v. Chr.)